# Platygloeales
Platygloeales es un orden de hongos en la clase Pucciniomycetes, filo Basidiomycota. Contiene dos familias, Eocronartiaceae y Platygloeaceae.